# Hans-Johann Färber
Hans-Johann Färber (født 20. april 1947 i Šljivoševci, Jugoslavien) er en tysk tidligere roer og olympisk guldvinder.
Färber blev i 1967 vesttysk mester i toer uden styrmand og vandt EM-bronze i samme disciplin samme år. I 1968 kom han med i en tysk firer med styrmand, der deltog ved OL 1968, hvor de kom i B-finalen, men måtte opgive at deltage her på grund af sygdom, så de blev samlet nummer tolv.
Efter nogle udskiftninger i båden, blev den vesttyske firer med styrmand i de følgende år kendt som "Bullenvierer", og de blev europamestre i 1969 og 1971 samt verdensmestre i 1970 for Vesttyskland. Bådens øvrige besætning bestod af Gerhard Auer, Peter Berger og Alois Bierl, mens Stefan Voncken var styrmand først, men blev afløst af Uwe Benter fra 1971.
Vesttyskerne var derfor blandt favoritterne ved OL 1972 i München. "Bullenvierer" vandt da også deres indledende heat og semifinale og havde ikke behøvet at ro sig fuldt ud, så i finalen sikrede de sig guldet i olympisk rekordtid foran båden fra DDR, der fik sølv, mens Tjekkoslovakiets båd tog bronzemedaljerne.
I 1974 blev der dannet en ny udgave af fireren med styrmand, hvor blot Färber og Benter var tilbage fra guldvinderne i 1972. De blev vesttyske mestre i 1975 og vandt VM-bronze i både 1974 og 1975.
Färber deltog for sidste gang ved OL i 1976 i Montreal med fireren med styrmand. Besætningen var denne gang ud over ham Ralph Kubail, Siegfried Fricke, Peter Niehusen og styrmand Hartmut Wenzel. De blev nummer to i indledende heat og nummer tre i semifinalen. I finalen var den sovjetiske båd hurtigst og vandt guld foran båden fra DDR, mens vesttyskerne sikrede sig bronze.
Färber var oprindeligt i lære som slagter, men i løbet af sin rokarriere blev han professionel soldat. Han var senere leder af det regionale olympiske center i München, og senere var han leder Tierpark Hellabrunn.

## OL-medaljer
- 1972:  Guld i firer med styrmand
- 1976:  Bronze i firer med styrmand